# Derek Freeman
John Derek Freeman, né le 15 août 1916 à Wellington en Nouvelle-Zélande et mort le 16 juillet 2001 à Canberra en Australie, est un anthropologue néo-zélandais. 
Il est notamment connu pour sa critique de l'essai ethnographique de Margaret Mead sur la société Samoa paru en 1928, Coming of Age in Samoa.

## Biographie
Freeman est élevé dans la tradition presbyterienne par un père australien et une mère issue de la haute société de Wellington. Il étudie la psychologie et la philosophie à l'Université Victoria de Wellington, sous la direction d'Ernest Beaglehole, lui-même ancien étudiant de l'ethnolinguiste Edward Sapir. Intéressé par l'étude des Samoans de Margaret Mead, il y part pour approfondir ses recherches d'avril 1940 à novembre 1943. Durant ces trois années, il est professeur des écoles. Il apprend à parler couramment le samoan, est adopté par une famille et reçoit un titre de chef. 
Il participe également à des fouilles archéologiques sur l'île d'Upolu, dans les grottes Falemauga et à Vailele.

## Les Iban
En 1943, Freeman quitte Samoa et rejoint comme volontaire la base navale du royaume de Nouvelle-Zélande qui reçoit les prisonniers de guerre de la Marine japonaise. Entre-temps, il prend contact avec des Iban de Bornéo, ce qui l'amène à faire des recherches au Sarawak en novembre 1948. Il y passe 30 mois en compagnie de sa femme Monica Maitland, et devient l’ethnologue de référence de la société Iban.
En 1951, il part en Angleterre compléter sa thèse de doctorat sur les Iban au King's College de l'Université de Cambridge. Il l'achève en 1953. Il enseigne par la suite à l'Université d'Otago en Nouvelle-Zélande, et à l'université de Samoa. En 1955 il devient membre émerite du département de recherche en anthropologie de l'Université nationale australienne à Canberra, jusqu'à sa mort. En 1966, il retourne à Samoa pour compléter ses études.
En 2001, Freeman décède à l'âge de 84 ans d'une insuffisance cardiaque.

## Critiques des travaux de Margaret Mead
En 1983, Derek Freeman, conteste le célèbre récit de Margaret Mead sur la sexualité des adolescents aux Samoa et provoque une vive controverse anthropologique. Il affirme que le récit influent du Dr Mead de 1928, Coming of Age in Samoa, est erroné et trompeur dans sa description de la liberté sexuelle des indigènes et qu'il a été davantage conçu pour soutenir une théorie académique plutôt que pour rendre compte des réalités de cette société insulaire du Pacifique,.
Sa critique, tout d’abord accueillie avec incrédulité, a été progressivement largement acceptée – bien que pas complètement.

## Publications
- Family and Kin among the Iban of Sarawak, University of Cambridge, 1953
- Iban agriculture; a report on the shifting cultivation of hill rice by the Iban of Sarawak, Colonial Office Research Study No. 19 (London: Her Majesty's Stationery Office), 1955
- Report on the Iban. LSE Monographs in Social Anthropology No. 41. London, Athlone Press (première publication, 1955), 1970.
- Margaret Mead and Samoa: The Making and Unmaking of an Anthropological Myth, Paperback, 1986
- The Fateful Hoaxing of Margaret Mead : A Historical Analysis Of Her Samoan Research, Paperback, 1999